# La Muerte
La Muerte — шестой студийный альбом нидерландской дэт-метал группы Gorefest, вышедший в 2005 году на лейбле Nuclear Blast Records. В 2006 году было выпущено лимитированное издание альбома на двойном виниле в количестве пятисот пронумерованных вручную копий с цветной полиграфией. Продюсировали альбом сами Gorefest.

## Стиль, отзывы критиков
Как отметил Эдуардо Ривадавия, критик сайта Allmusic.com, La Muerte стал первым за шесть лет альбомом группы, и отчасти поэтому на нём представлен достаточно традиционный для коллектива материал — привычный слушателям дэт-метал с элементами грайндкора. Для композиций характерно сочетание сравнительно медленных, мощных вступительных аккордов и яростных скоростных партий. Тем не менее, критик отметил, что в ряде случаев влияние Entombed на музыку группы чересчур заметно, некоторые песни превращаются в «коллекции риффов», и примерно к середине прослушивания альбом теряет силу. По заключению Ривадавии, La Muerte — определённо не лучший диск Gorefest, однако для поклонников коллектива он может быть вполне приемлем.

## Список композиций
1. «For the Massess» — 4:47
2. «When the Dead Walk the Earth» — 4:46
3. «You Could Make Me Kill» — 5:45
4. «Malicious Intent» — 5:47
5. «Rogue State» — 7:09
6. «The Call» — 4:52
7. «Of Death and Chaos (A Grand Finale)» — 4:14
8. «Exorcism» — 4:09
9. «Man to Fall» — 3:50
10. «The New Gods» — 4:08
11. «'till Fingers Bleed» — 5:18
12. «La Muerte» — 9:54

## Участники записи
- Jan Chris de Koeyer — вокал, гитара
- Frank Harthoorn — гитара
- Boudewijn Vincent Bonebakker — гитара
- Ed Warby — барабаны